# Nesosisyphus
Nesosisyphus là một chi bọ cánh cứng thuộc họ Scarabaeidae.